# Weekend (The Sounds)
Weekend è il quinto album discografico del gruppo musicale new wave svedese The Sounds, pubblicato nel 2013.

## Tracce
1. Shake Shake Shake – 3:31
2. Take It the Wrong Way – 4:00
3. Hurt the Ones I Love – 3:52
4. Weekend – 3:48
5. Great Day – 4:45
6. Outlaw – 3:03
7. To Young to Die – 3:52
8. Panic – 3:14
9. Animal – 3:46
10. Emperor – 3:52
11. Young and Wild – 3:33

## Formazione
- Maja Ivarsson - voce
- Felix Rodriguez - chitarra
- Johan Bengtsson - basso
- Jesper Anderberg - tastiere, piano, chitarra, synth, cori
- Fredrik Nilsson - batteria, percussioni